# Selección femenina de lacrosse de Escocia
La selección femenina de lacrosse de Escocia representa a Escocia en el lacrosse femenino. Está regido por Lacrosse Scotland.

## Participaciones

### Campeonato Mundial de Lacrosse Femenino
| Año   | Pos.              |
| ----- | ----------------- |
| 1982  | 4°                |
| 1986  | Medalla de bronce |
| 1989  | 5°                |
| 1993  | 5°                |
| 1997  | 6°                |
| 2001  | 6°                |
| 2005  | 7°                |
| 2009  | 8°                |
| 2013  | 6°                |
| 2017  | 5°                |
| Total | 10/10             |